# Lista de pilotos certificados pelo Aéro-Club de France em 1910
O Aéro-Club de France (Ae.C.F.) emitiu os primeiros certificados de pilote-aviateur na primeira semana de janeiro de 1910, mas seguindo a sugestão de Georges Besançon, secretário do Ae.C.F., os primeiros oito, foram concedidos com data retroativa de 7 de janeiro de 1909, para os pioneiros da aviação que demonstraram amplamente suas habilidades, e portanto, não precisaram se submeter a nenhum teste para receber o certificado.
Depois desses, mais alguns pioneiros foram lembrados, e outros certificados foram emitidos com data retroativa de 1909. De 1910 em diante, a partir da data de 6 de janeiro, a numeração seguiu uma sequencia normal, com exceção de um, o de Henri Brégi, que em outubro de 1909, na Grande Semaine de Paris, ganhou boa parte dos prêmios, e realizou um voo magnífico para a época, de 33 minutos.
Por esses feitos, foi concedido a ele o certificado Nº 26, também com data retroativa de 21 de dezembro de 1909, oficializando-o como um dos pioneiros da aviação, totalizando assim 19 "certificados dos pioneiros" com datas de 1909.
Os certificados do Ae.C.F. são reconhecidos internacionalmente pela autoridade da Fédération Aéronautique Internationale.

## Lista
Legenda
- Indivíduo Morreu num acidente aéreo.
- Indivíduo morreu em ação militar.

| No. | Nome                                                      | Data                    | País de origem             | Comentário |
| --- | --------------------------------------------------------- | ----------------------- | -------------------------- | --- |
| 18  | Mamet, Julien                                             | 06 de janeiro de 1910   | França                     | Morreu em 1932. |
| 19  | Métrot, René                                              | 06 de janeiro de 1910   | França                     | |
| 20  | Bibesco, Prince George Valentine                          | 06 de janeiro de 1910   | Roménia                    | Morreu em 1932 23 de janeiro de 1910. |
| 21  | Aubrun, Emile Eugène                                      | 06 de janeiro de 1910   | França                     | Recebeu o certificado de piloto argentino Nº1 em 20 de abril de 1910, morreu em 14 de novembro de 1967. |
| 22  | Balsan, Jacques (Coronel)                                 | 06 de janeiro de 1910   | França                     | Industrial francês, balonista e piloto, morreu em 4 de novembro de 1956. |
| 23  | Rolls, Charles Stewart                                    | 06 de janeiro de 1910   | Reino Unido                | Cofundador da companhia Rolls-Royce Limited. Recebeu o certificado de piloto britânico Nº2, morreu num acidente em 12 de julho de 1910. |
| 24  | Singer, Mortimer A.                                       | 06 de janeiro de 1910   | Reino Unido                | Recebeu o certificado de piloto britânico Nº8; herdeiro da fortuna Singer. |
| 25  | Molon, Léon                                               | 06 de janeiro de 1910   | França                     | Morreu em 1952. |
| 26  | Brégi, Henri                                              | 21 de dezembro de 1909  | França                     | Morto em ação quando foi abatido pela tripulação de um submarino alemão e caiu no mar, na região de Toulon em 14 de janeiro de 1917. |
| 27  | Lesseps, Jacques de (Comandante)                          | 06 de janeiro de 1910   | França                     | Em 21 de maio de 1910 fez a segunda travessia do Canal da Mancha; morreu em 18 de outubro de 1927 quando testava um hidroavião Schreck perto de Gaspé, Canadá; irmão de Ferdinand de Lesseps.                                                                                           |
| 28  | Zens, Ernest                                              | 15 de janeiro de 1910   | França                     | Balonista e industrial; morreu em ação em 12 de setembro de 1914 em Nomény. |
| 29  | Sommer, Roger                                             | 15 de janeiro de 1910   | França                     | |
| 30  | Grahame-White, Claude                                     | 04 de janeiro de 1910   | Reino Unido                | Um dos mais conhecidos pioneiros da aviação; morreu em Nice em 19 de agosto de 1959. |
| 31  | Efimoff, Michel                                           | 15 de fevereiro de 1910 | Rússia                     | Nascido em 1 de novembro de 1881 em Smolensk, Rússia; foi executado nos primeiros dias da revolução russa. |
| 32  | Chavez, Géo                                               | 15 de fevereiro de 1910 | Peru                       | Morreu em 27 de setembro de 1910 depois de um acidente em Domodossola, Itália depois de fazer a primeira travessia aérea dos Alpes em 23 de setembro de 1910. |
| 33  | Camerman, Félix (Tenente)                                 | 08 de março de 1910     | França                     | Primeiro soldado francês a receber um certificado de aviador; morreu em 29 de dezembro de 1963. |
| 34  | Riensdyk, Frédéric Louis de                               | 08 de março de 1910     | Países Baixos              | Primeiro holandes a receber um certificado de aviador francês; Morreu em março de 1955. |
| 35  | Morelle, Edmond                                           | 08 de março de 1910     | França                     | |
| 36  | Deroche, Elise Raymonde (self-styled Baronne de la Roche) | 08 de março de 1910     | França                     | Primeira mulher a obter um certificado de aviador; morreu como passageira na queda de um voo em 18 de julho de 1919 em Crotoy. |
| 37  | Born, Charles van den                                     | 08 de março de 1910     | Bélgica                    | Detentor do certificado de piloto belga Nº 6 (31 de março de 1910); selecionado por Herny Farman para ser instrutor na sua escola de pilotagem em Châlons; primeira pessoa a voar na China (Hong Kong, Shangai, Cantão, etc.), morreu em 24 de janeiro de 1958, depois de uma operação. |
| 38  | Le Blon, Hubert                                           | 08 de março de 1910     | França                     | Morreu num acidente em 2 de abril de 1910 em San Sebastian (Espanha). |
| 39  | Gasnier, René                                             | 08 de março de 1910     | França                     | Morreu em 3 de outubro de 1913. |
| 40  | Moore-Brabazon, John Theodore Cuthbert                    | 08 de março de 1910     | Reino Unido                | Detentor do certificado de piloto britânico Nº 1, mais tarde se tornou o 1º Barão Brabazon de Tara, um dos mais importantes pioneiros da aviação britânica. |
| 41  | Herbster, Maurice                                         | 08 de março de 1910     | França                     | Detentor também dos certificados de balonista Nº 175 (1911) e de dirigíveis Nº 21 (1912) |
| 42  | Delétang, Fernand                                         | 05 de abril de 1910     | França                     | Morreu em um acidente rodoviário em 14 de junho de 1928 em Avallon. |
| 43  | Crochon, André                                            | 05 de abril de 1910     | França                     | |
| 44  | Burgeat, Médéric (Capt.)                                  | 05 de abril de 1910     | França                     | |
| 45  | Bellenger, Georges-Marie (Lt.-Col.)                       | 05 de abril de 1910     | França                     | Served in both World Wars, reaching the rank of Lt.-Colonel; was active in the Resistance |
| 46  | Kuller, G.-P.                                             | 05 de abril de 1910     | Países Baixos              | |
| 47  | Dubonnet, Emile                                           | 05 de abril de 1910     | França                     | In janeiro 1912, Dubonnet broke the world distance record for a free balloon, flying 1,954 km from Paris, landing in Russia; d. 4 outubro 1950. |
| 48  | Frey, Alfred                                              | 05 de abril de 1910     | França                     | Morreu num acidente at Johannistal, near Berlin, in setembro 1910. (not to be confused with Andre Frey) |
| 49  | Baratoux, Marcel                                          | 10 de abril de 1910     | França                     | Holder of Balloonist's certificate no. 177. |
| 50  | Popoff, Nicolas                                           | 10 de abril de 1910     | Rússia                     | Morreu num acidente 31 agosto 1912. |
| 51  | Wiesenbach, Vincent                                       | 10 de abril de 1910     | Luxemburgo                 | Morreu num acidente in Austria 11 junho 1911. |
| 52  | Breguet, Louis                                            | 19 de abril de 1910     | França                     | Aircraft manufacturer; d. 4 maio 55. |
| 53  | Wachter, Charles                                          | 19 de abril de 1910     | França                     | Morreu num acidente when his aircraft suffered structural failure, 3 julho 1910 at Bethany/Reims (France). |
| 54  | Morane, Léon                                              | 19 de abril de 1910     | França                     | With his brother Robert Morane, and Raymond Saulnier, co-founder of aircraft manufacturers Morane-Saulnier; d. of Spanish Influenza 19 outubro 1918. |
| 55  | Legagneux, Georges                                        | 19 de abril de 1910     | França                     | Morreu num acidente 6 julho 1914 at Saumur (France), crashing into the River Loire during a test flight. |
| 56  | Toussin, René                                             | 19 de abril de 1910     | França                     | |
| 57  | Mollien, Elie Abel                                        | 19 de abril de 1910     | França                     | |
| 58  | Mumm, Walter de                                           | 19 de abril de 1910     | Alemanha                   | Nascido em 1877 ou 1887. Morreu em 1959. |
| 59  | Gaubert, Louis                                            | 05 de maio de 1910      | França                     | Morreu em 9 de abril de 1959. |
| 60  | Rigal, Victor                                             | 05 de maio de 1910      | França                     | |
| 61  | Jullerot, Henri                                           | 05 de maio de 1910      | França                     | Morreu em 31 de outubro de 1957. |
| 62  | Cheuret, Léon                                             | 05 de maio de 1910      | França                     | |
| 63  | Fequant, Albert                                           | 05 de maio de 1910      | França                     | Morreu em ação 5 setembro 1915. |
| 64  | Barrier, René                                             | 05 de maio de 1910      | França                     | Morreu em 13 de novembro de 1930. |
| 65  | Sido                                                      | 05 de maio de 1910      | França                     | Morreu em ação 1914. |
| 66  | Sallenave, Henri                                          | 05 de maio de 1910      | França                     | Morreu em 1953. |
| 67  | Bruneau de Laborie                                        | 05 de maio de 1910      | França                     | Morreu em 1931 em Bangui in what is now Central African Republic after a hunting acidente |
| 68  | Acquaviva, Paul-Victor (Lieut.)                           | 05 de maio de 1910      | França                     | Morreu em 1944. |
| 69  | Montigny, Alfred de                                       | 05 de maio de 1910      | França                     | |
| 70  | Sands, Hayden                                             | 05 de maio de 1910      | Estados Unidos             | New York Times entry for Hayden Sands |
| 71  | Dickson, Bertram (Capitão)                                | 05 de maio de 1910      | Reino Unido                | Involved in first mid-air collision (with René Thomas) in Milan, Italy, 2 outubro 1910. d. 1913 |
| 72  | McArdle, W.D.                                             | 19 de abril de 1910     | Reino Unido                | |
| 73  | Weiss, Henri                                              | 02 de maio de 1910      | França                     | |
| 74  | Cederström, Carl Gustav Alexander                         | 02 de maio de 1910      | Suécia                     | Morreu num acidente 29 junho 1918 in the Gulf of Bothnia. |
| 75  | Gilmour, Douglas Graham                                   | 19 de abril de 1910     | Reino Unido                | Morreu num acidente 17 fevereiro 1912 at Richmond (UK). |
| 76  | Mignot, Robert                                            | 17 de maio de 1910      | França                     | |
| 77  | Didier, Adolphe                                           | 17 de maio de 1910      | França                     | |
| 78  | Martinet, Robert Francois                                 | 17 de maio de 1910      | França                     | Morreu num acidente at Micra airfield on the Salonica Front 9 abril 1917. |
| 79  | Tetard, Maurice                                           | 17 de maio de 1910      | França                     | Nascido em 1879. |
| 80  | Marie, Félix (Capt.)                                      | 17 de maio de 1910      | França                     | |
| 81  | Ladougne, Emile                                           | 17 de maio de 1910      | França                     | |
| 82  | Gibbs, Launcelot                                          | 10 de junho de 1910     | Reino Unido                | |
| 83  | Wagner, Louis                                             | 10 de junho de 1910     | França                     | died in 1960. |
| 84  | Taurin, André                                             | 10 de junho de 1910     | França                     | |
| 85  | Colliex, Maurice                                          | 10 de junho de 1910     | França                     | Technical director and test pilot for Aéroplanes Voisin; d. 16 janeiro 1955. |
| 86  | Labouchère, René                                          | 10 de junho de 1910     | Suíça                      | Chief pilot at Potez in 1922. Born in 1890. Died in 1968. Probably related to Jacques Labouchere #344. |
| 87  | Bielovucic, Juan                                          | 10 de junho de 1910     | Peru                       | Morreu em 14 janeiro 1949. |
| 88  | Pequet, Henri                                             | 10 de junho de 1910     | França                     | Worked for Morane-Saulnier as chief test pilot, later airport director at Vichy. died in março 1974. |
| 89  | Etévé, Albert Octave (General)                            | 10 de junho de 1910     | França                     | Invented the Etévé Anemometer. Born in 1881. Died in 1976. |
| 90  | Marconnet, Charles                                        | 10 de junho de 1910     | França                     | Morreu em ação em 22 de dezembro de 1914. |
| 91  | Paul, Ernest                                              | 10 de junho de 1910     | França                     | |
| 92  | Gibert, Louis,                                            | 10 de junho de 1910     | França                     | |
| 93  | Frey, André                                               | 10 de junho de 1910     | França                     | Morreu num acidente 21 novembro 1912 at Reims/Mourmelon (France). |
| 94  | Champel, Florentin                                        | 10 de junho de 1910     | França                     | |
| 95  | Hanriot, Marcel                                           | 10 de junho de 1910     | França                     | Son of René Hanriot, no. 375; morreu em março 1961. |
| 96  | Dufour, Jean                                              | 10 de junho de 1910     | França                     | |
| 97  | Clolus (Commandant)                                       | 10 de junho de 1910     | França                     | |
| 98  | Lebedeff, Wladimir                                        | 10 de junho de 1910     | Rússia                     | Morreu em Paris em 22 de fevereiro de 1947. |
| 99  | Paillette, Marcel                                         | 10 de junho de 1910     | França                     | |
| 100 | Audemars, Edmond                                          | 10 de junho de 1910     | Suíça                      | Successful athlete (sprinter, racing cyclist); 6th pilot to succeed in "looping the loop"." |
| 101 | Blondeau, Gustave                                         | 10 de junho de 1910     | França                     | |
| 102 | Gobé, Armand                                              | 10 de junho de 1910     | França                     | |
| 103 | Dufour, Edmond                                            | 10 de junho de 1910     | França                     | Morreu em 1939. |
| 104 | Niel, Albert                                              | 10 de junho de 1910     | França                     | Morreu em 6 de janeiro de 1936. |
| 105 | Nieport, Édouard de                                       | 10 de junho de 1910     | França                     | Co-founder of Nieuport aircraft company. Morreu num acidente 15 setembro 1911 at Charny/Verdun. |
| 106 | Madiot (Captain)                                          | 10 de junho de 1910     | França                     | Morreu num acidente 23 outubro 1910 at La Brayelle nr. Douai (France). |
| 107 | Baeder, Ferdinand de                                      | 21 de junho de 1910     | França                     | |
| 108 | Clement-Bayard, Maurice                                   | 21 de junho de 1910     | França                     | Son of the founder of the Clément-Bayard company which designed and built bicycles, engines, automobiles, airships and aeroplanes. |
| 109 | Vallon, René                                              | 21 de junho de 1910     | França                     | Morreu num acidente em 6 de maio de 1911 em Shanghai (China). |
| 110 | Bathiat, Léon                                             | 21 de junho de 1910     | França                     | Founder of Vieilles Tiges, morreu em 3 de maio de 1967. |
| 111 | Laffont, Alexandre                                        | 21 de junho de 1910     | França                     | Morreu num acidente em 20 de dezembro de 1910 (with passenger Mario Pola) at Issy-les_Moulineaux (France). |
| 112 | Savary, Robert                                            | 21 de junho de 1910     | França                     | |
| 113 | Hesne, Paul, Fils                                         | 21 de junho de 1910     | França                     | |
| 114 | Noguès, Maurice                                           | 21 de junho de 1910     | França                     | Morreu em 15 de janeiro de 1934 numa queda of the Dewoitine D.332 "Emeraude" at Corbigny, France. |
| 115 | Schwade, James                                            | 21 de junho de 1910     | França                     | |
| 116 | Thomas, René                                              | 21 de junho de 1910     | França                     | Racing driver, winner of 1914 Indianapolis 500. Involved in first mid-air collision (with Bertram Dickson) in Milan, Italy, 2 outubro 1910. d. 1975 |
| 117 | Granel, Marcel                                            | 21 de junho de 1910     | França                     | Morreu em ação em 11 de janeiro de 1915. |
| 118 | Duval, Emile                                              | 21 de junho de 1910     | França                     | Morreu em 25 de maio de 1956. |
| 119 | Daillens, Jean                                            | 21 de junho de 1910     | França                     | |
| 120 | Bouvier, André                                            | 21 de junho de 1910     | França                     | |
| 121 | Busson, Guillaume                                         | 21 de junho de 1910     | França                     | Morreu em 17 março 1958. |
| 122 | Noël, André                                               | 21 de junho de 1910     | França                     | |
| 123 | Mahieu, Georges                                           | 21 de junho de 1910     | França                     | |
| 124 | Petrowsky, Alexandre de                                   | 21 de junho de 1910     | França                     | |
| 125 | Doroginskly, Stanislas                                    | 21 de junho de 1910     | França                     | |
| 126 | Loraine, R. B.                                            | 21 de junho de 1910     | Reino Unido                | |
| 127 | Ruchonnet, Emile                                          | 01 de julho de 1910     | Suíça                      | Morreu em 12 de janeiro de 1912 em Vidamée perto de Senlis (França). |
| 128 | Tabuteau, Maurice                                         | 01 de julho de 1910     | França                     | Nasceu em 1884. Morreu em 1976. |
| 129 | Verliac, Adrien                                           | 01 de julho de 1910     | França                     | |
| 130 | Van Maasdyck, Clément                                     | 01 de julho de 1910     | Países Baixos              | Morreu num acidente em 27 de agosto de 1910 em Arnhem (NL). |
| 131 | Maillols, Joseph                                          | 01 de julho de 1910     | França                     | |
| 132 | Chevreau, René                                            | 01 de julho de 1910     | França                     | |
| 133 | Vidard, René                                              | 01 de julho de 1910     | França                     | |
| 134 | Lesseps, Paul de                                          | 01 de julho de 1910     | França                     | |
| 135 | Chateau, Edouard                                          | 19 de julho de 1910     | França                     | |
| 136 | Kuhling, Louis                                            | 19 de julho de 1910     | França                     | |
| 137 | Bonnier, François-Xavier (General)                        | 19 de julho de 1910     | França                     | |
| 138 | Gronier, Jules                                            | 19 de julho de 1910     | França                     | |
| 139 | Renaux, Eugène                                            | 19 de julho de 1910     | França                     | Morreu em 26 de novembro de 1955. |
| 140 | Gugnet, Gaston                                            | 19 de julho de 1910     | França                     | |
| 141 | Bournique, Pierre-Marie                                   | 19 de julho de 1910     | França                     | Morreu num acidente 18 maio 1911 at Reims. |
| 142 | Letheu                                                    | 19 de julho de 1910     | França                     | |
| 143 | Remy, Henri Charles (Lieut.)                              | 19 de julho de 1910     | França                     | Morreu num acidente 5 novembro 1914. |
| 144 | Mauvais, Jean                                             | 19 de julho de 1910     | França                     | |
| 145 | Basset                                                    | 19 de julho de 1910     | França                     | |
| 146 | Mailfert, Georges (Colonel)                               | 19 de julho de 1910     | França                     | |
| 147 | Garros, Roland                                            | 19 de julho de 1910     | França                     | First aerial crossing of the Mediterranean 23 setembro 1913; fighter pilot, shot down 4 German aircraft; Morreu em ação 5 outubro 1918 (shot down and killed near Vouziers, Ardennes).                                                                                                  |
| 148 | Obre, Emile                                               | 19 de julho de 1910     | França                     | |
| 149 | Versepuy, Léon                                            | 19 de julho de 1910     | França                     | Morreu em novembro de 1954. |
| 150 | Beaud, Edouard                                            | 19 de julho de 1910     | França                     | |
| 151 | Somerset, Somers                                          | 19 de julho de 1910     | Reino Unido                | |
| 152 | Matyevitch-Matzeevitch, Bronislas                         | 19 de julho de 1910     | Rússia                     | Morreu num acidente em 1 de maio de 1911 em Sebastopol. |
| 153 | Saunier                                                   | 09 de agosto de 1910    | França                     | Morreu em ação. |
| 154 | Lucca, Désiré (Colonel )                                  | 09 de agosto de 1910    | França                     | |
| 155 | Sanchez-Besa, José                                        | 09 de agosto de 1910    | França                     | |
| 156 | Caumont la Force, Jacques de (Lieut.)                     | 09 de agosto de 1910    | França                     | morreu num acidente em 30 de dezembro de 1910 em Saint Cyr. |
| 157 | Mouthier, Louis                                           | 09 de agosto de 1910    | França                     | |
| 158 | Devaulx, Robert (Lieutenant)                              | 09 de agosto de 1910    | França                     | morreu num acidente em 2 de setembro de 1913 |
| 159 | Chemet, Géo                                               | 09 de agosto de 1910    | França                     | Morreu em ação. |
| 160 | Chassagne, Jean                                           | 09 de agosto de 1910    | França                     | |
| 161 | Perin, Albert                                             | 09 de agosto de 1910    | França                     | |
| 162 | Martin, Xavier                                            | 09 de agosto de 1910    | França                     | |
| 163 | Chailley, Henri                                           | 09 de agosto de 1910    | França                     | |
| 164 | Picard, Pierre                                            | 09 de agosto de 1910    | França                     | |
| 165 | Hugoni, Edouard                                           | 09 de agosto de 1910    | França                     | Morreu em 14 de março de 1947. |
| 166 | Molla, Michel-Paul                                        | 09 de agosto de 1910    | França                     | Morreu em 1951. |
| 167 | Train, Émile                                              | 09 de agosto de 1910    | França                     | |
| 168 | Mahieu, Michel                                            | 09 de agosto de 1910    | França                     | Morreu em ação em 2 de maio de 1918. |
| 169 | Prier, Pierre                                             | 09 de agosto de 1910    | França                     | Chief instructor at the Blériot flying school at Hendon and designer of the Bristol-Prier monoplane. Morreu em 1950. |
| 170 | Letort, Léon                                              | 09 de agosto de 1910    | França                     | Morreu num acidente em 10 de dezembro de 1913 perto de Bordeaux (França). |
| 171 | Barra, Franck                                             | 09 de agosto de 1910    | França                     | |
| 172 | Molla, Henri                                              | 09 de agosto de 1910    | França                     | |
| 173 | Balensi, Albert (Captain)                                 | 09 de agosto de 1910    | França                     | |
| 174 | Vullierme                                                 | 09 de agosto de 1910    | França                     | |
| 175 | Byasson, Louis L/V                                        | 09 de agosto de 1910    | França                     | Morreu num acidente 14 abril 1911 at Coignieres nr. Buc (France). |
| 176 | Lesire, Eugène                                            | 09 de agosto de 1910    | França                     | |
| 177 | Simon, René (Capitão)                                     | 09 de agosto de 1910    | França                     | |
| 178 | Matziewitch, Levko (Captain)                              | 09 de agosto de 1910    | Ucrânia                    | Morreu num acidente 7 outubro 1910 at Saint Petersburg. |
| 179 | Parisot, Léon                                             | 09 de agosto de 1910    | França                     | Morreu num acidente. |
| 180 | Caudron, René                                             | 29 de agosto de 1910    | França                     | Founder of the Caudron aircraft company. Morto em 27 setembro 1959. |
| 181 | Oulianine, Serge                                          | 29 de agosto de 1910    | França                     | |
| 182 | Poillot, Edmond                                           | 29 de agosto de 1910    | França                     | Morreu num acidente 25 setembro 1910 at Chartres (France). |
| 183 | Weiss, Gustave                                            | 29 de agosto de 1910    | França                     | Morreu em 11 novembro 1955. |
| 184 | Robillard, Georges Comte de                               | 29 de agosto de 1910    | França                     | Morreu num acidente 4 maio 1912 in Nice (France). |
| 185 | Dufour, Louis                                             | 29 de agosto de 1910    | França                     | |
| 186 | Gournay, Henri                                            | 29 de agosto de 1910    | França                     | |
| 187 | Sée, Raymond                                              | 29 de agosto de 1910    | França                     | Morreu num acidente. |
| 188 | Glorieux, Léon                                            | 29 de agosto de 1910    | França                     | |
| 189 | Parent, François                                          | 29 de agosto de 1910    | França                     | |
| 190 | Paris-Leclerc, Max                                        | 29 de agosto de 1910    | França                     | Morreu em 17 novembro 1953. |
| 191 | Zaifine, Jean                                             | 29 de agosto de 1910    | França                     | |
| 192 | André, Claude                                             | 29 de agosto de 1910    | França                     | |
| 193 | Baugnies, Jean-Bernard-Eugène                             | 29 de agosto de 1910    | França                     | Morreu em 8 setembro 1935. |
| 194 | Lafon, Charles                                            | 29 de agosto de 1910    | França                     | |
| 195 | Piotrowsky, Grégoire                                      | 29 de agosto de 1910    | Polónia                    | Morreu em 29 março 1913 in Warsaw (Poland). |
| 196 | Duperron                                                  | 29 de agosto de 1910    | França                     | |
| 197 | Girard, Justin                                            | 29 de agosto de 1910    | França                     | Morreu em ação 24 março 1916.[carece de fontes?] |
| 198 | Kauffmann, Paul                                           | 29 de agosto de 1910    | França                     | Morreu em 4 abril 1959. |
| 199 | Menard, Paul (Colonel)                                    | 29 de agosto de 1910    | França                     | Morreu em 13 abril 1954. |
| 200 | Caille, Albert                                            | 29 de agosto de 1910    | França                     | |
| 201 | Florencie, Jean                                           | 29 de agosto de 1910    | França                     | |
| 202 | Joliot, André                                             | 29 de agosto de 1910    | França                     | |
| 203 | Koechlin, Jean Paul                                       | 29 de agosto de 1910    | França                     | killed in France in 1916 during WW1. |
| 204 | Langhe, Armand de                                         | 29 de agosto de 1910    | França                     | |
| 205 | Bill, Henri                                               | 29 de agosto de 1910    | França                     | Test pilot for Farman. |
| 206 | Reymond, Émile                                            | 29 de agosto de 1910    | França                     | Morreu em ação 2 Oct 1914. |
| 207 | Raygorodski, Abram                                        | 29 de agosto de 1910    | França                     | |
| 208 | Wynmalen, Henri                                           | 29 de agosto de 1910    | França                     | Born in 1889. Died in 1964. |
| 209 | Malynski, Emmanuel de                                     | 29 de agosto de 1910    | França                     | |
| 210 | Kebouroff, Vissarlon                                      | 29 de agosto de 1910    | França                     | |
| 211 | Scipio del Campo, Michel                                  | 29 de agosto de 1910    | França                     | |
| 212 | Melly, Henry G.                                           | 29 de agosto de 1910    | Reino Unido                | |
| 213 | Harding, Howard J.                                        | 29 de agosto de 1910    | Reino Unido                | |
| 214 | Archer, Ernest                                            | 29 de agosto de 1910    | Reino Unido                | |
| 215 | Blanchard, Fernand                                        | 29 de agosto de 1910    | França                     | Morreu num acidente 26 outubro 1910 at Issy les Moulineaux. |
| 216 | Guée, Albert                                              | 29 de agosto de 1910    | França                     | |
| 217 | Visseaux, Henry-Jean                                      | 29 de agosto de 1910    | França                     | morreu em 1949 |
| 218 | Servies, JuIes                                            | 29 de agosto de 1910    | França                     | |
| 219 | Delage, Gustave                                           | 29 de agosto de 1910    | França                     | |
| 220 | Yence, Raymond                                            | 29 de agosto de 1910    | França                     | |
| 221 | Cordonnier, Robert                                        | 29 de agosto de 1910    | França                     | Morreu num acidente 9 junho 1932 at Denain. |
| 222 | Labouret, René                                            | 29 de agosto de 1910    | França                     | |
| 223 | Kostine, Nicolas                                          | 29 de agosto de 1910    | França                     | |
| 224 | Loridan, Marcel                                           | 29 de agosto de 1910    | França                     | |
| 225 | Wassilieff de                                             | 29 de agosto de 1910    | Rússia                     | |
| 226 | Niel, Marthe                                              | 04 de outubro de 1910   | França                     | morreu em dezembro 1928. |
| 227 | Kousminski de                                             | 04 de outubro de 1910   | França                     | Morreu num acidente 30 maio 1914 at Odessa. |
| 228 | Gaudard, Louis                                            | 19 de setembro de 1910  | França                     | Morreu num acidente 15 abril 1913, Monaco. |
| 229 | Meyer, Jules Maurice                                      | 19 de setembro de 1910  | França                     | |
| 230 | Lipkowski, Henri de                                       | 19 de setembro de 1910  | Rússia                     | |
| 231 | Smith, Waldemar William                                   | 19 de setembro de 1910  | Reino Unido                | Morreu num acidente 27 maio 1911 at Saint Petersburg. |
| 232 | Binda, Léon                                               | 04 de outubro de 1910   | França                     | |
| 233 | Cheutin, Etienne-Jean (General)                           | 04 de outubro de 1910   | França                     | |
| 234 | Molon, Louis                                              | 04 de outubro de 1910   | França                     | |
| 235 | Molon, Lucien                                             | 04 de outubro de 1910   | França                     | Morreu em 7 julho 1957. |
| 236 | Baillod, Louis                                            | 04 de outubro de 1910   | França                     | |
| 237 | Bathiat, Georges                                          | 04 de outubro de 1910   | França                     | |
| 238 | Marquezy, René                                            | 04 de outubro de 1910   | França                     | |
| 239 | Hainaux, Marcel                                           | 04 de outubro de 1910   | França                     | |
| 240 | Gilbert, Eugene                                           | 04 de outubro de 1910   | França                     | Morreu num acidente 16 maio 1918 at Villacoublay. |
| 241 | Lombardi, Henri                                           | 04 de outubro de 1910   | França                     | |
| 242 | Cure, Gaston                                              | 04 de outubro de 1910   | França                     | |
| 243 | Deve                                                      | 04 de outubro de 1910   | França                     | |
| 244 | Blanchet, Georges                                         | 04 de outubro de 1910   | França                     | |
| 245 | Komaroff, Michel                                          | 04 de outubro de 1910   | França                     | |
| 246 | Laurens, Ernest                                           | 04 de outubro de 1910   | França                     | |
| 247 | Hautefeuille                                              | 04 de outubro de 1910   | França                     | |
| 248 | Boivin, Albert                                            | 04 de outubro de 1910   | França                     | |
| 249 | Lemartin, Théodore                                        | 04 de outubro de 1910   | França                     | Morreu num acidente 18 junho 1911 at Vincennes (France). |
| 250 | Chioni, Basile                                            | 04 de outubro de 1910   | França                     | |
| 251 | Gaye, Georges                                             | 04 de outubro de 1910   | França                     | Morreu em 3 janeiro 1952. |
| 252 | Algrin, René                                              | 01 de outubro de        | França                     | Morreu em novembro 1932. |
| 253 | Junod, Auguste                                            | 04 de outubro de 1910   | França                     | Morreu em 30 agosto 1927. |
| 254 | Derny, Léon                                               | 04 de outubro de 1910   | França                     | |
| 255 | Ludmann, Gaston (General)                                 | 04 de outubro de 1910   | França                     | |
| 256 | Orus, Maurice                                             | 04 de outubro de 1910   | França                     | |
| 257 | Harle, André                                              | 04 de outubro de 1910   | França                     | |
| 258 | Hammond, Joe J.                                           | 04 de outubro de 1910   | Nova Zelândia/ Reino Unido | |
| 259 | Esterre, Charles d'                                       | 04 de outubro de 1910   | Reino Unido                | |
| 260 | Burke, C. J. (Capitão)                                    | 04 de outubro de 1910   | Reino Unido                | |
| 261 | Blard                                                     | 19 de outubro de 1910   | França                     | |
| 262 | Morel, Pierre                                             | 19 de outubro de 1910   | França                     | morreu em setembro 1914. |
| 263 | Begue, Jean                                               | 19 de outubro de 1910   | França                     | |
| 264 | Jost, René (Capitão)                                      | 19 de outubro de 1910   | França                     | Morreu em 30 março 1912 after acidente in fevereiro 1912 at Étampes. |
| 265 | Grezaud, Pierre (Lt.-Col.)                                | 19 de outubro de 1910   | França                     | morreu em 1953. |
| 266 | Jamblez, Paul                                             | 19 de outubro de 1910   | França                     | |
| 267 | Chatain, Marius                                           | 19 de outubro de 1910   | França                     | |
| 268 | Barbotte, Ernest                                          | 19 de outubro de 1910   | França                     | |
| 269 | Vallier, Edmond                                           | 19 de outubro de 1910   | França                     | Morreu num acidente in setembro 1914. |
| 270 | Felix, Julien (Commandant)                                | 19 de outubro de 1910   | França                     | Morreu num acidente 16 junho 1914 Chartres (France). |
| 271 | Bachot, Anastase                                          | 19 de outubro de 1910   | França                     | |
| 272 | Paul, Edmond A.                                           | 19 de outubro de 1910   | Reino Unido                | |
| 273 | Zelinsky, Michel de                                       | 08 de novembro de 1910  | França                     | |
| 274 | Duflot, Eugène                                            | 08 de novembro de 1910  | França                     | Morreu em 11 março 1957 at Pau. |
| 275 | Balaye, Auguste                                           | 08 de novembro de 1910  | França                     | |
| 276 | Beard, Pierre                                             | 08 de novembro de 1910  | França                     | Born in 1893. Died in 1966. |
| 277 | Briançon, Lucien                                          | 08 de novembro de 1910  | França                     | |
| 278 | Lafargue, Henri                                           | 08 de novembro de 1910  | França                     | |
| 279 | Collin, Georges                                           | 08 de novembro de 1910  | França                     | |
| 280 | Bresson, Georges                                          | 08 de novembro de 1910  | França                     | |
| 281 | Marvingt, Marie                                           | 08 de novembro de 1910  | França                     | morreu em Nancy 14 dezembro 1963. |
| 282 | Vasseur, Narcisse                                         | 08 de novembro de 1910  | França                     | |
| 283 | Boise de Courcenay, Edmond de                             | 08 de novembro de 1910  | França                     | |
| 284 | Goffin, Marcel                                            | 08 de novembro de 1910  | França                     | |
| 285 | Villeneuve Trans, Louis de                                | 08 de novembro de 1910  | França                     | Morreu em 26 maio 1957. |
| 286 | Charpentier, Louis                                        | 08 de novembro de 1910  | França                     | |
| 287 | Cames, Mario-Garcia                                       | 08 de novembro de 1910  | França                     | |
| 288 | Romance, François de                                      | 08 de novembro de 1910  | França                     | |
| 289 | Tokugawa, Yoshutoohi                                      | 08 de novembro de 1910  | França                     | |
| 290 | Koolhoven, Frederick                                      | 08 de novembro de 1910  | Países Baixos              | Rally driver, aircraft designer and manufacturer. |
| 291 | Kijmmerling, Albert                                       | 08 de novembro de 1910  | França                     | Morreu em (with his engineer Tonnet) in acidente 9 junho 1912 at Mourmelon (France). |
| 292 | Studensky, Paul                                           | 23 de novembro de 1910  | França                     | |
| 293 | Lusetti, Archimède                                        | 23 de novembro de 1910  | França                     | |
| 294 | Clavenad, Pierre (Captain)                                | 23 de novembro de 1910  | França                     | Morreu num acidente. |
| 295 | Bousquet, Paul                                            | 23 de novembro de 1910  | França                     | Morreu em ação. |
| 296 | Chatain, Louis                                            | 28 de novembro de 1910  | França                     | |
| 297 | Bellier, Albert                                           | 23 de novembro de 1910  | França                     | |
| 298 | Tenaud, Charles                                           | 23 de novembro de 1910  | França                     | Morreu em setembro 7 1911. |
| 299 | Piccolo, Giulio                                           | 23 de novembro de 1910  | Itália                     | Holder of Italian certificate no. 28b; Morreu num acidente 25 dezembro 1910 at São Paulo (Brazil). |
| 300 | Wintrebert, Henri                                         | 23 de novembro de 1910  | França                     | |
| 301 | Pascal, Ferdinand                                         | 23 de novembro de 1910  | França                     | Morreu em 1956. |
| 302 | Gaulard, Charles                                          | 23 de novembro de 1910  | França                     | morreu em 1953. |
| 303 | Boyer, Louis                                              | 07 de dezembro de 1910  | França                     | |
| 304 | Valleton, Alfred                                          | 07 de dezembro de 1910  | França                     | morreu em 1952. |
| 305 | Garnier, Léonce                                           | 07 de dezembro de 1910  | França                     | |
| 306 | Morin, Roger                                              | 07 de dezembro de 1910  | França                     | |
| 307 | Barillon, Pierre-Paul                                     | 07 de dezembro de 1910  | França                     | Morreu em 3 setembro 1912. |
| 308 | D'Aiguillon, Roger d'                                     | 07 de dezembro de 1910  | França                     | |
| 309 | Bobba, André                                              | 07 de dezembro de 1910  | França                     | Morreu em ação in 1916. |
| 310 | Colomb, Henri                                             | 07 de dezembro de 1910  | França                     | |
| 311 | Perreyon, Edmond                                          | 07 de dezembro de 1910  | França                     | Morreu num acidente 25 novembro 1913. |
| 312 | Védrines, Jules                                           | 07 de dezembro de 1910  | França                     | Winner of Gordon Bennett Trophy race in 1912., d. while attempting to fly from Paris to Rome 21 abril 1919. |
| 313 | Gaubert, Edmond                                           | 07 de dezembro de 1910  | França                     | |
| 314 | Normand                                                   | 07 de dezembro de 1910  | França                     | |
| 315 | Vigne, Henri Victorin                                     | 07 de dezembro de 1910  | França                     | |
| 316 | Schumberger, Maurice                                      | 07 de dezembro de 1910  | França                     | Morreu em ação. |
| 317 | Bellot, André                                             | 07 de dezembro de 1910  | França                     | |
| 318 | Herveux, Jane                                             | 07 de dezembro de 1910  | França                     | Morreu em 15 janeiro 1955. |
| 319 | Planchut, Edmond                                          | 07 de dezembro de 1910  | França                     | |
| 320 | Lecomte, Léon                                             | 07 de dezembro de 1910  | França                     | Holder of German certificate no. 58; Morreu num acidente 7 setembro 1911 at Belzheim/Colmar (Germany). |
| 321 | Level, René                                               | 07 de dezembro de 1910  | França                     | Morreu em 14 outubro 1911 following acidente on 12 outubro 1911 at Reims (France). |
| 322 | Conneau, Jean                                             | 07 de dezembro de 1910  | França                     | Morreu em 10 agosto 1937 at Lodève. |
| 323 | Lutge, Frits                                              | 07 de dezembro de 1910  | França                     | |
| 324 | Eristov, Prince Vladimir                                  | 08 de novembro de 1910  | França                     | |
| 325 | Maslenikof, Boris                                         | 07 de dezembro de 1910  | Bulgária                   | |
| 326 | Semeniouk, Ignace                                         | 23 de novembro de 1910  | Rússia                     | |
| 327 | Lewkowicz, Ladis                                          | 23 de novembro de 1910  | França                     | Morreu em 16 abril 1939. |
| 328 | Marchal, Anselme                                          | 23 de novembro de 1910  | Suíça                      | Morreu em 26 junho 1921. |
| 329 | Gounouilhou, André                                        | 23 de novembro de 1910  | França                     | |
| 330 | Tricornot de Rose (Comandante)                            | 23 de novembro de 1910  | França                     | Morreu em ação. |
| 331 | Princeteau, Pierre (Tenente)                              | 23 de novembro de 1910  | França                     | Morreu num acidente 18 junho 1911 at Issy-les-Moulineaux (France). |
| 332 | Noël, Jules                                               | 23 de novembro de 1910  | França                     | Morreu num acidente 9 fevereiro 1911 at Douzy/Douai (France). |
| 333 | Chevalier, Louis                                          | 23 de novembro de 1910  | França                     | |
| 334 | Malherbe, René Marie Pierre de (Tenente-Coronel)          | 23 de novembro de 1910  | França                     | morreu em 11 maio 1931 at Villacoublay. |
| 335 | Gaget, Joseph                                             | 23 de novembro de 1910  | França                     | |
| 336 | Sismanoglou, Jean                                         | 23 de novembro de 1910  | França                     | Morreu em ação 15 junho 1915. |
| 337 | Bague, Edouard-Jean (Tenente)                             | 23 de novembro de 1910  | França                     | Disappeared 5 junho 1911 while attempting to cross to Mediterranean Sea, near Corsica. |
| 338 | Van Gaver, Paul                                           | 23 de novembro de 1910  | França                     | |
| 339 | Miltgen, Paul                                             | 23 de novembro de 1910  | França                     | |
| 340 | Féquant, Philippe (General)                               | 23 de novembro de 1910  | França                     | Morreu em 28 dezembro 1938. |
| 341 | Joly,                                                     | 23 de novembro de 1910  | França                     | |
| 342 | Vialard, Charles,                                         | 23 de novembro de 1910  | França                     | |
| 343 | Gallie, Fernand                                           | 23 de novembro de 1910  | França                     | Morreu em ação. |
| 344 | Labouchère, Jacques                                       | 23 de novembro de 1910  | França                     | probably related to Rene Labouchere #86 |